# Gare de La Ferté-Milon
Gare de La Ferté-Milon vasútállomás Franciaországban, La Ferté-Milon településen.

## Vasútvonalak
Az állomást az alábbi vasútvonalak érintik:
- Trilport-Bazoches-vasútvonal

## Kapcsolódó állomások
A vasútállomáshoz az alábbi állomások vannak a legközelebb:
- Gare de Mareuil-sur-Ourcq (Paris Gare de l’Est, ligne P)